# Paul Samassa
Paul Anton Franz Samassa (* 15. September 1868 in Ljubljana; † 17. August 1941 in Graz) war ein österreichischer Publizist.

## Leben
Samassa wurde als Sohn eines Industriellen geboren und besuchte die Gymnasien in Laibach und Graz. Er studierte Naturwissenschaften (Biologie) und Medizin in Graz (1886), Würzburg (1888), Wien (1889/1890) und München, wo er 1890 zum Dr. med. und 1891 zum Dr. phil. promoviert wurde. Während seines Studiums wurde er 1886 Mitglied der Burschenschaft Carniola Graz. 1893 habilitierte er sich in Heidelberg.
Er war Professor der Zoologie, wandte sich jedoch aus Gesundheitsgründen nach kurzer Zeit dem Journalismus zu. Am 1. April 1899 wurde er Hauptschriftleiter der Münchner Neuesten Nachrichten, eine Tätigkeit, die er bis Dezember desselben Jahres ausübte. 1910 war er als Herausgeber der Wochenschrift Deutsch-Österreich tätig. Von 1906 bis 1908 war er als Geschäftsführer des Alldeutschen Verbandes in Berlin tätig, deren Zeitschrift, die Alldeutschen Blätter, er als verantwortlicher Redakteur leitete. Politisch trat er im deutschnationalen Lager als gemäßigter Gegenspieler zu Georg von Schönerer auf.
Im Ersten Weltkrieg war er an wichtigen Kriegszieldenkschriften beteiligt, unter anderem mit Heinrich Friedjung und Heinrich Claß. In den Jahren 1918 bis 1919 war er an der Vorbereitung der Gründung der Großdeutschen Volkspartei beteiligt, indem er an deren Programm mitarbeitete. Er zog sich dann aus der Politik zurück und lebte auf seinem Weingut in Bozen. 1938 wurde er aus Italien ausgewiesen und zog nach Österreich.

## Schriften (Auswahl)
- Das neue Südafrika. Berlin 1905.
- Die Besiedlung Deutsch-Ostafrikas. Berlin 1909.
- Zanzibar-Phantasien. Leipzig 1909, OCLC 72702635.
- Vom Sprachen-Lernen. Gesellschaft zur Förderung deutscher Wissenschaft, Kunst und Literatur in Böhmen. Prag 1917, OCLC 72702634.